# Ctenopelma nigrum
Ctenopelma nigrum là một loài tò vò trong họ Ichneumonidae.